# 青木清 (動物行動学者)
青木 清（あおき きよし、1938年1月17日 - 2023年5月4日）は、日本の動物行動学者、生命倫理学者、上智大学名誉教授、公益財団法人生存科学研究所理事長。

## 来歴
- 1938年 埼玉県加須市生まれ
- 1961年 北海道大学理学部生物学科卒
- 1969年 同大学院理学研究科生物学専攻修了、「アメリカザリガニ歩脚の感覚器官並びに運動神経支配の電気生理学的研究」で理学博士。
- 1966年 群馬大学医学部助手
- 1969年 九州大学理学部助手
- 1972年 米国エール大学博士研究員
- 1975年 上智大学理工学部助教授
- 1978年 上智大学理工学部教授
- 1980年 上智大学生命科学研究所所長[2]
- 2003年 定年退任、上智大学名誉教授

## 学会活動等
- 神経行動学談話会会長
- 日本生命倫理学会長
- ローマ教皇庁生命アカデミー会員
- DNA研究所代表

## 著書
- 『生物行動の謎 帰巣,回遊,渡りのメカニズム』講談社ブルーバックス 1979
- 『脳と行動 ニューロエソロジー』朝倉書店 シリーズ脳の科学 1986
- 『ライフサイエンスのはなし』日刊工業新聞社 1987
- 『行動の生物学』裳華房 生命科学シリーズ 1988
- 『動物の心をさぐる ニューロエソロジーの世界』岩波書店 1988
- 『動物行動の謎 脳のしくみを発見する』日本放送出版協会 NHKブックス 1990
- 『生命倫理学』人間総合科学大学 心身健康科学シリーズ 2008

### 共編著
- 『ヒトの生物学 人間としての生命を考える』今堀宏三・北原隆・清水芳孝共著 講談社 1979
- 『新しい生物学 学術研究動向』渡辺格共編 産業図書 1984
- 『図解生物科学講座 4 行動生物学』編著 朝倉書店 1997
- 『生命倫理 21世紀のグローバル・バイオエシックス』坂本百大,山田卓生共編著 北樹出版 2005
- 『文明科学概論』菊地京子,ひろさちや,大東俊一,加藤尚武共著 人間総合科学大学 心身健康科学シリーズ 2010
- 『医科学研究の自由と規制 研究倫理指針のあり方』町野朔共編 上智大学出版 ライフサイエンスと法政策 2011

### 翻訳
- K.J.ローズ『からだの時間学』監訳 HBJ出版局 1989